# 沙安
沙安（法語：Chahains，法語發音：[ʃa.ɛ̃] ⓘ）是法国奥恩省的一个市镇，位于该省南部偏西，属于阿朗松区。

## 地理
沙安（48°33'44"N, 0°6'52"W）面积7.65 平方千米，位于法国诺曼底大区奧恩省，该省份为法国西北部内陆省份，北起顺时针与卡爾瓦多斯省、厄尔省、厄尔-卢瓦省、萨尔特省、马耶讷省和芒什省接壤。
与沙安接壤的市镇（或旧市镇、城区）包括：圣索沃尔德卡鲁日、鲁佩鲁、卡鲁日、拉朗德德古、圣埃利耶莱布瓦、圣马丹德朗德。

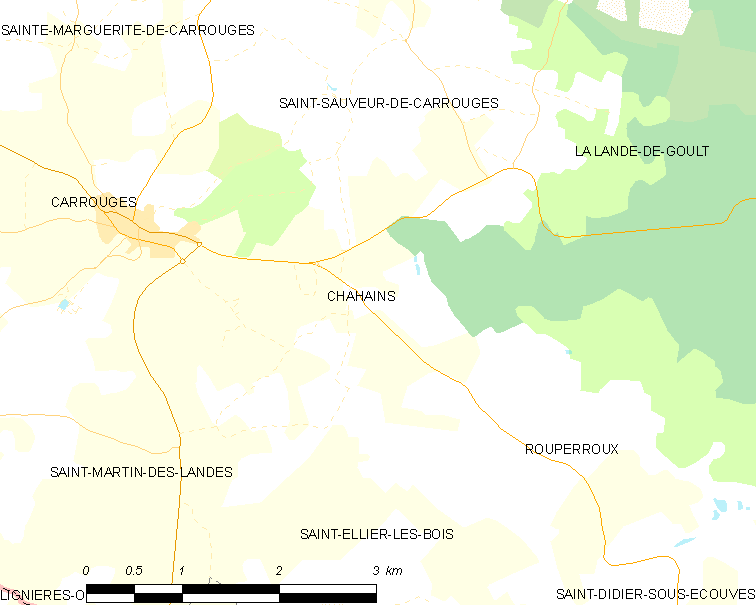
沙安的OSM定位图

沙安的时区为UTC+01:00、UTC+02:00（夏令时）。

## 行政
沙安的邮政编码为61320，INSEE市镇编码为61080。

## 政治
沙安所属的省级选区为马尼勒代塞尔县。

## 人口

1962-2008年间沙安人口变化图示

沙安于2022年1月1日时的人口数量为82人。